# Henri II de Bade-Hachberg
Henri II de Bade-Hachberg (né avant 1231 et mort vers 1297/1298) était le margrave souverain de Bade-Hachberg de 1231 à 1289.

## Biographie
Henri II était le fils aîné de Henri Ier de Bade-Hachberg et de sa femme, Agnès, fille du comte Egon IV d'Urach. En 1231, il succéda à son père comme margrave de Bade-Hachberg. Il fut le premier membre de la maison de Zähringen à prendre le titre de Margrave d'Hachberg. En 1232, il fit acquisition de la seigneurie de Sausenbourg, qui appartenait jusque-là à l'Abbaye Saint-Blaise. Peu de temps après, il fit construire le château de Sausenbourg, qui fut mentionné pour la première fois en 1246.
Il se brouilla avec les seigneurs religieux de la région et les comtes de Fribourg à propos des droits et privilèges qu'ils avaient (ou prétendaient avoir) sur leurs possessions respectives. En 1250, certains territoires impériaux et des possessions des Hohenstaufen devinrent vulnérables après la mort de l'empereur Frédéric II. Henri II annexa quelques-uns de ces territoires et agrandit ses possessions.
Durant quelques années, il soutint le comte Rodolphe de Habsbourg dans son conflit contre les archevêques de Bâle et de Strasbourg. En 1273, il soutint Rodolphe dans sa tentative de devenir roi des Romains. Il soutint même Rodolphe dans son conflit avec la ligne directe des margraves de Bade. Durant la guerre contre le royaume de Bohême, Henri combattit au côté des armées impériales, notamment à la bataille de Marchfeld.
Il était le mécène des abbayes de Tennenbach et d'Adelhausen. Il abdiqua en 1289, et rejoignit l'Ordre Teutonique.

### Mariage et descendance
Henri II épousa Anne, l'une des filles du comte Rodolphe II d'Üsingen-Ketzingen. De cette union naquirent : 
- Henri III, qui lui succéda comme margrave de Bade-Hachberg ;
- Rodolphe, premier margrave d'Hachberg-Sausenbourg ;
- Frédéric, qui devint chevalier Teutonique ;
- Verena, qui épousa Egino Ier, comte de Fürstenberg ;
- Hermann, qui devint chevalier de l'Ordre Hospitalier ;
- Cunégonde, nonne à l'abbaye d'Adelhausen ;
- Agnès, qui épousa Walter de Reichenberg ;
- Élisabeth, qui devint aussi nonne à l'abbaye d'Adelhausen.

## Sources
- (en) Cet article est partiellement ou en totalité issu de l’article de Wikipédia en anglais intitulé « Henry II, Margrave of Baden-Hachberg » (voir la liste des auteurs).
- (de) Johann Christian Sachs, Einleitung in die Geschichte der Marggravschaft und des marggrävlichen altfürstlichen Hauses Baden, Tome Premier, 1764, pages 398 à 414, Francfort et Leipzig.